# 오쿠미야 다이치
오쿠미야 다이치(일본어: 屋宮 大地, 1988년 11월 27일 ~ )는 일본의 축구 선수이다.

## 구단 경력
혼다 록, FC 류큐에서 활동하였다.